# Абсикон (Њу Џерзи)
Абсикон (енгл. Absecon) град је у америчкој савезној држави Њу Џерзи. По попису становништва из 2010. у њему је живело 8.411 становника.

## Демографија
Према попису становништва из 2010. у граду је живело 8.411 становника, што је 773 (10,1%) становника више него 2000. године.
| Група             | 2000.         | 2010.         |
| Белци             | 6.251 (81,8%) | 6.142 (73,0%) |
| Афроамериканци    | 459 (6,0%)    | 832 (9,9%)    |
| Азијати           | 570 (7,5%)    | 667 (7,9%)    |
| Хиспаноамериканци | 288 (3,8%)    | 631 (7,5%)    |
| Укупно            | 7.638         | 8.411         |